# Офрейда
Офрейда (др.-греч. Οθρηις) — персонаж греческой мифологии, нимфа, возлюбленная Зевса и Аполлона.

## В мифологии
Офрейда упоминается в «Метаморфозах» Антонина Либерала. Это нимфа, которая стала возлюбленной богов Зевса и Аполлона и родила от них двух сыновей — Мелитея и Фагера соответственно. Боясь гнева ревнивой Геры, жены Зевса, Офрейда выбросила Мелитея. Однако ребёнка выкормили пчёлы, а позже его нашёл единоутробный брат Фагер, который пас овец.